# Virusul oreionului
Virusul oreionului este virusul care provoacă oreion. Virusul conține un genom monocatenar, cu sens negativ, format din acid ribonucleic (ARN). Genomul său are o lungime de aproximativ 15.000 de nucleotide și conține șapte gene care codifică nouă proteine. Genomul este învelit de o capsidă care este, la rândul său, înconjurată de un plic viral (pericapsidă). Particulele virusului, numite virioni, au formă pleomorfă și variază în dimensiune de la 100 la 600 de nanometri în diametru. Cercetătorii au identificat un serotip și douăsprezece genotipuri care variază în distribuția lor geografică. Oamenii sunt singura gazdă naturală a virusului oreionului. 
Virusul se replică mai întâi prin legarea de suprafața celulelor, adică prin lipirea pericapsidei sale la membrana celulei gazdă cu scopul de a elibera capside cu visuși în interiorul celulei. Odată înăuntru, ARN replicaza (o polimerază dependentă de ARN) virală transcrie ARN-ul mesager (ARNm) din genomul virusului și mai târziu replică genomul. După translația proteinelor virale, virionii se formează adiacent membranei celulare, unde apoi părăsesc celula prin înmugurire de la suprafața acesteia, folosind membrana celulară ca înveliș (pericapsidă).
Virusul oreionului a fost identificat pentru prima dată ca fiind cauza oreionului în 1934 și a fost izolat pentru prima dată în 1945. După numai câțiva ani de la izolare au fost dezvoltate vaccinuri care protejează împotriva infecției cu acesta. Virusul oreionului a fost recunoscut pentru prima dată ca specie în 1971 și i s-a dat numele științific Mumps orthorubulavirus. Este atribuit genului Orthorubulavirus din subfamilia Rubulavirinae, familia Paramyxoviridae. 

## Caracteristici

### Genom
Virusul oreionului conține un genom liniar, monocatenar, nesegmentat, cu o lungime de 15.384 de nucleotide și format din acid ribonucleic (ARN). Genomul are sens negativ, astfel încât ARNm poate fi transcris direct din genom. Virusul oreionului codifică șapte gene în următoarea ordine: 
- proteina pentru nucleocapsidă (N),
- proteine V/P/I (V/fosfo-(P)/I),
- proteina matricei (M), cea mai abundentă proteină în virioni, [7]
- proteina de fuziune (F),
- proteină transmembranară mică hidrofobă (SH),
- hemaglutinină-neuraminidază (HN) și
- proteina mare (L), care se combină cu proteina P pentru a forma ARN replicaza (RdRp). RdRp acționează atât ca o replicază⁠(d) pentru a replica genomul, cât și ca o transcriptază pentru a transcrie ARNm din genom.

Se crede că proteina SH este implicată în blocarea apoptozei mediate de NF(α) a celulei gazdă, care se face ca răspuns antiviral pentru a suprima răspândirea virusurilor, deși SH nu este necesară pentru replicare, deoarece virusurile create fără SH sunt încă capabile să se reproducă. Proteina V este implicată și în sustragerea răspunsurilor antivirale ale gazdei prin inhibarea producției și semnalizării interferonilor. Spre deosebire de celelalte proteine, funcția proteinei I este necunoscută.

### Structură
Genomul virusului oreionului este învelit de proteine N pentru a forma un complex de ribonucleoproteină elicoidal (RNP) flexibil, încolăcit, constând din genomul înconjurat de o nucleocapsidă de care este legat RdRp. RNP-urile sunt înconjurate de o pericapsidă, o membrană lipidică, care conține două vârfuri pe suprafața sa care corespund glicoproteinelor HN și F. Proteinele M se găsesc pe partea interioară a pericapsidei, conectând pericapsida la RNP. Virionii variază în dimensiune de la 100 la 600 nanometri (nm) în diametru și au formă pleomorfă.

### Ciclu de viață
Virusul interacționează mai întâi cu celula gazdă prin legarea de suprafața acesteia la receptorul proteinei HN, acidul sialic. După atașare, proteina F este declanșată și începe să fuzioneze învelișul viral cu membrana celulei gazdă. Proteina F face acest lucru prin schimbarea de la o stare metastabilă într-o structură mai stabilă în forma unui ac de păr, care permite conținutului virionului, inclusiv RNPul, să fie eliberat în citoplasma celulei gazdă.
La intrarea în celula gazdă, RdRp începe să transcrie ARNm din genomul din interiorul RNP. Transcripția începe la (sau aproape de) capătul 3’ la o regiune promotoare și se deplasează secvențial spre capătul 5'. O catenă de ARNm este transcrisă pentru fiecare genă și este necesar ca toate genele să fie transcrise secvențial înainte ca o genă să fie transcrisă pentru ca acea genă să fie transcrisă. Genele mai apropiate de capătul 3’ sunt transcrise cel mai frecvent, scăzând în frecvență pe măsură ce RdRp se apropie de capătul 5’. RdRp sintetizează un capac la capătul 5’ al ARNm și o coadă poliadenilată la capătul 3’ constând din sute de adenine consecutive. Odată ce o genă a fost transcrisă, RdRp o eliberează în citoplasmă pentru traducerea ulterioară a proteinelor virale de către ribozomii gazdei.  Proteinele V și P sunt codificate de aceeași genă, așa că în timp ce transcrie ARNm, RdRp editează ARNm prin inserarea a două guanine în ARNm pentru a transcrie ARNm pentru proteina P. 
Mai târziu în ciclul de replicare, odată ce un număr suficient de nucleoproteine este prezent după translație, RdRp își schimbă funcțiile pentru a putea replica genomul. Acest proces are loc în două etape: mai întâi, un antigenom cu sens pozitiv este sintetizat de RdRp din genomul cu sens negativ, iar apoi catenele de ARN genomic cu sens negativ sunt la rândul lor sintetizate de către RdRp din antigenom. În timpul acestui proces, antigenomul și genomii nou replicați sunt încapsidați de nucleoproteină simultan cu replicarea.. Genomii descendenți pot fi utilizați pentru transcripție sau replicare suplimentară sau pot fi pur și simplu împachetați în virioni descendenți. 
Proteinele HN și F sunt sintetizate în reticulul endoplasmatic și călătoresc prin complexul Golgi până la membrana celulară, unde se leagă de membrana celulară. Proteinele M se leagă de locurile membranei celulare unde se află proteinele HN și F, făcând acest lucru în pozițiile în care „cozile” lor ies în interiorul membranei celulare din citoplasmă. Proteinele M acționează apoi ca un semnal către RNP-urile nou sintetizate precizând locul în care vor fi formați virionii. Interacțiunea dintre proteinele RNP și M declanșează înmugurirea din celula gazdă. 
Înmugurirea din celula gazdă începe odată ce proteinele M recrutează proteine din clasa gazdă E care formează complexul de sortare endozomal necesar pentru structurile de transport (ESCRT) la locul înmuguririi. Acolo, proteinele ESCRT se formează în spirale concentrice și împing conținutul virionului spre exteriorul celulei sub forma unei vezicule care iese din celulă. Proteinele ESCRT restrâng apoi deschiderea veziculei și termină înmugurirea prin tăierea veziculei din restul membranei, formând un virion complet care este eliberat din celula gazdă.  În timpul acestui proces, neuraminidaza proteinelor HN ajută la separarea de membrana gazdă și previne agregarea virionilor.

### Diversitate
Virusul oreionului are un serotip și douăsprezece genotipuri. Genotipurile pot fi distinse pe baza genelor F, SH, sunt HN. Gena SH are un grad de variație între genotipuri variind de la 5% la 21%, cea mai mare dintre genele virusului. Genotipurile sunt denumite genotipuri A până la N, excluzând E și M, adică genotipurile A, B, C, D, F, G, H, I, J, K, L și N. Genotipurile E și M au fost recunoscute anterior, dar au fost eliminate datorită analizei filogenetice și au fost atribuite, în schimb, genotipurilor C și K. 
Genotipurile variază ca frecvență de la o regiune la alta. De exemplu, genotipurile C, D, H și J sunt mai frecvente în emisfera vestică, în timp ce genotipurile F, G și I sunt mai frecvente în Asia, deși genotipul G este considerat a fi un genotip global. Genotipurile A și B nu au fost observate în sălbăticie din anii 1990. Această diversitate a virusului nu este reflectată în răspunsul anticorpilor deoarece există un singur serotip, deci anticorpii la un genotip sunt funcționali împotriva tuturor celorlalți. 

### Evoluție
Se estimează că genele F, SH, HN, folosite pentru a distinge genotipurile, experiențiază mutații genetice la o rată de 0.25 · 10−3 substituții pe situs pe an, ceea ce este considerată a fi o rată de mutație foarte scăzută pentru un virus ARN.  Analiza filogenetică a întregii gene SH indică faptul că genotipurile A și J aparțin unei ramuri comune și sunt separate de celelalte genotipuri. În a doua ramură, genotipul I este o cladă soră a celorlalte genotipuri, care se grupează în cinci clade surori secvențiale: G și H; D și K; C; L; și B, F și N. 

## Boală
Oamenii sunt singura gazdă naturală a virusului oreionului. Boala provocată de virusul oreionului se numește parotidită epidemică (oreion). Boala se transmite prin contact cu secrețiile respiratorii, cum ar fi picăturile aerosolizate și saliva. Infecția duce la febră, dureri musculare și umflare dureroasă a glandelor parotide, două glande salivare situate pe părțile laterale ale gurii în fața urechilor. Infecția poate implica, de asemenea, multe alte țesuturi și organe, ducând la o varietate de reacții inflamatorii, cum ar fi encefalită, meningită aseptică, orhită , miocardită, pancreatită, nefrită, ooforită și mastită. De obicei, oreionul nu pune viața în pericol și se rezolvă de obicei în câteva săptămâni de la debutul simptomelor, dar pot apărea complicații pe termen lung, cum ar fi paralizie, convulsii, hidrocefalie și surditate. Tratamentul este de susținere, iar infecția este prevenită prin vaccinare. 

## Clasificare
Virusul oreionului, denumire științifică Mumps orthorubulavirus, este atribuit genului Orthorubulavirus⁠(d), în subfamilia Rubulavirinae, familia Paramyxoviridae.  Tulpinile sale sunt denumite și clasificate folosind următorul sistem: 
- MuVs (secvență de ARN derivată din material clinic) sau MuVi (secvență de ARN derivată din cultura celulară)
- Oraș. Codul ISO3 de țară
- Săptămâna număr.an, data debutului când a apărut boala sau data recoltării probei dacă data de debut a bolii este necunoscută sau data la care proba a fost primită în laborator dacă cele două date anterioare sunt necunoscute
- se repetă în săptămână
- [genotip], care indică genotipului căruia îi aparține tulpina
- (VAC), care este utilizat pentru a indica tulpinile derivate din cazuri cu antecedente de vaccinare și cu virusul vaccinal detectat

Acest sistem este utilizat în ordine secvențială. De exemplu, MuVs/NewYork. USA/17.11[B] (VAC) este un genotip B MuV asociat vaccinului derivat din material clinic din orașul New York și MuVi/Londra. GBR/3.12/2[G] este un genotip G MuV derivat din cultura celulară din Londra.

## Istorie
În 1934, oreionul a fost identificat ca o boală virală de Claude D. Johnson și Ernest William Goodpasture. Ei au descoperit că macacii rhesus expuși la salivă prelevată de la oameni în stadiile incipiente ale bolii contractează oreion. Mai mult, ei au arătat că oreionul poate fi transferat copiilor prin preparate filtrate și sterilizate, fără bacterii, din țesut parotidian macerat de maimuță, arătând astfel că este o boală virală.  Virusul oreionului a fost izolat pentru prima dată în 1945 și până în 1948 a fost dezvoltat primul vaccin pentru oreion. 
Vaccinurile inițiale au conținut particule de virus inactivate și au oferit protecție pe termen scurt împotriva oreionului. În anii '60, Maurice Hilleman⁠(d) a dezvoltat un vaccin mai eficient împotriva oreionului, folosind particule de virus vii care au fost luate de la fiica sa infectată de cinci ani, Jeryl Lynn. Acest vaccin a fost aprobat pentru utilizare în 1967 și recomandat în 1977, înlocuind vaccinurile anterioare care erau mai puțin eficiente. Hilleman a lucrat, de asemenea, la dezvoltarea vaccinului ROR în 1971, eficient împotriva rujeolei, oreionului și rubeolei. Tulpina „Jeryl Lynn” a virusului oreionului, care aparține genotipului A,  continuă să fie utilizată în vaccinurile împotriva oreionului.
Virusul oreionului a fost recunoscut ca specie în 1971 de către Comitetul Internațional pentru Taxonomia Virusurilor (ICTV), care supraveghează taxonomia virusurilor, când a fost atribuit genului Paramyxovirus. De atunci, a suferit numeroase modificări taxonomice și modificări ale denumirii sale științifice:  
- În 1995, virusul oreionului a fost stabilit ca specie tip a noului gen Rubulavirus.
- În 2016, virusul oreionului a fost redenumit în Rubulavirusul oreionului.
- În 2018, Mumps rubulavirus a fost redenumit în Mumps orthorubulavirus datorită faptului că Rubulavirusul a fost abolit și înlocuit cu subfamilia Rubulavirinae care poartă același nume și noul gen Orthorubulavirus.
- În 2020, speciile tip din taxonomia virusului au fost abolite, astfel încât Orthorubulavirusul oreionului a fost eliminat ca specie tip de Orthorubulavirus.